# Facundo Affranchino
Facundo Andrés Affranchino (Paraná, 9 febbraio 1990) è un calciatore argentino con passaporto italiano, centrocampista dell'Atlético Rafaela.

## Carriera
Discendente di immigrati italiani, debutta a 17 anni il 10 novembre 2007 nella partita River Plate-Huracán, persa 2-1 dai biancorossi di Buenos Aires. Nel giugno 2008, sempre tra le file del River vince il Torneo di Clausura Argentino. Il 12 gennaio passa in prestito al San Martín (SJ).

## Palmarès

### Competizioni nazionali
- Campionato argentino: 1

River Plate: 2008 (C)

### Competizioni internazionali
- Coppa Sudamericana: 1

River Plate: 2014